# El Codro Bressol
El Codro Bressol és una roca singular del terme municipal de Monistrol de Calders, a la comarca del Moianès.
Aquesta mena de roques singulars aïllades reben el nom, només a Monistrol de Calders, de codros, peculiar paraula formada per la deformació de la paraula còdol.
Està situada al nord-est del terme, prop del límit amb Castellcir, a migdia del bosc Mitger, a la dreta de la riera de Sant Joan, al nord-oest del coll de Sant Llogari i en el vessant sud-occidental de la muntanya del Trompo.
Deu el seu nom a la sepultura medieval que conté, que li confereix un aspecte de bressol primitiu.